# Danthonia unispicata
Danthonia unispicata är en gräsart som först beskrevs av George Thurber, och fick sitt nu gällande namn av William Munro och John Macoun. Danthonia unispicata ingår i släktet knägrässläktet, och familjen gräs. Inga underarter finns listade i Catalogue of Life.

## Bildgalleri

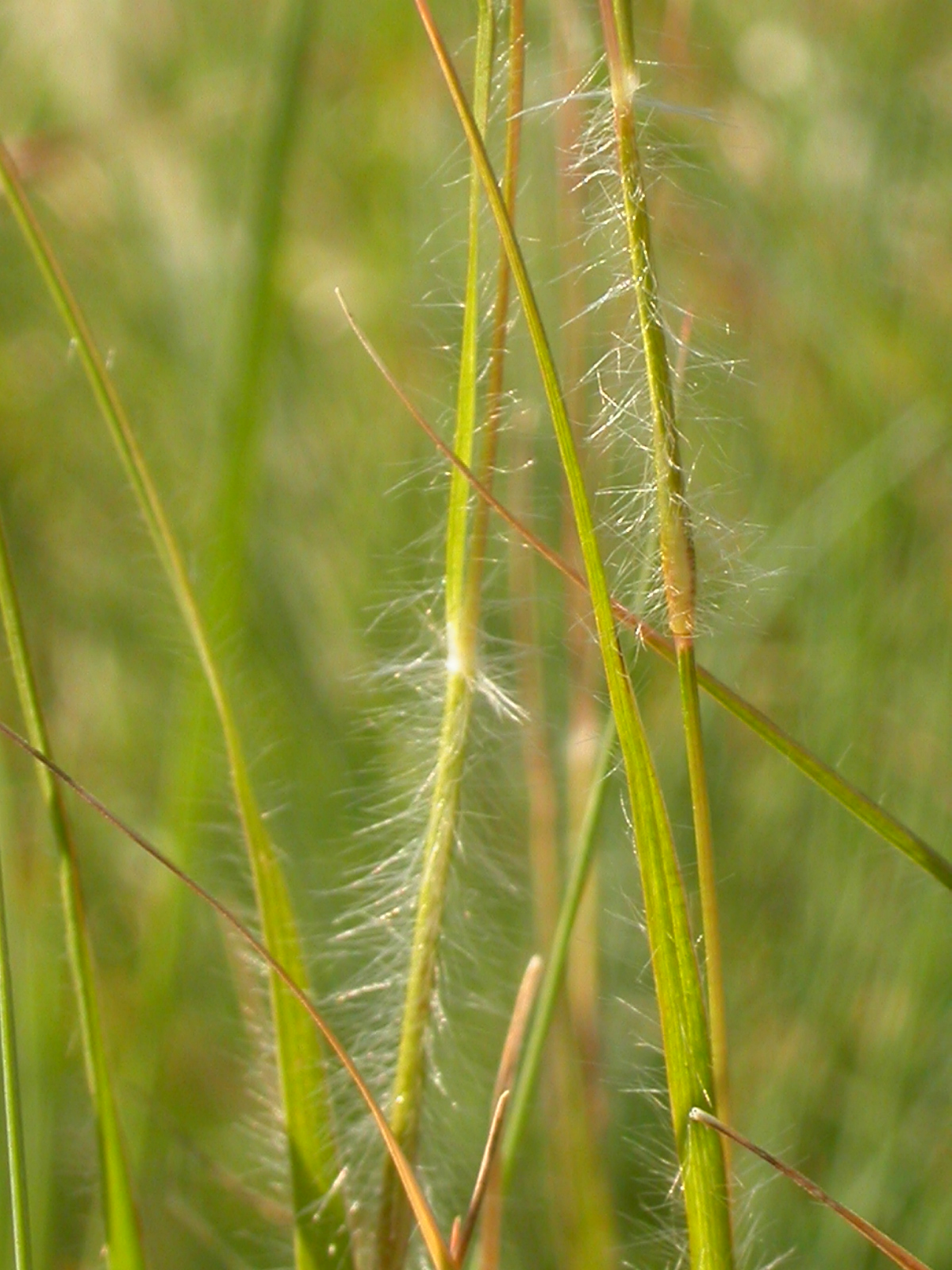
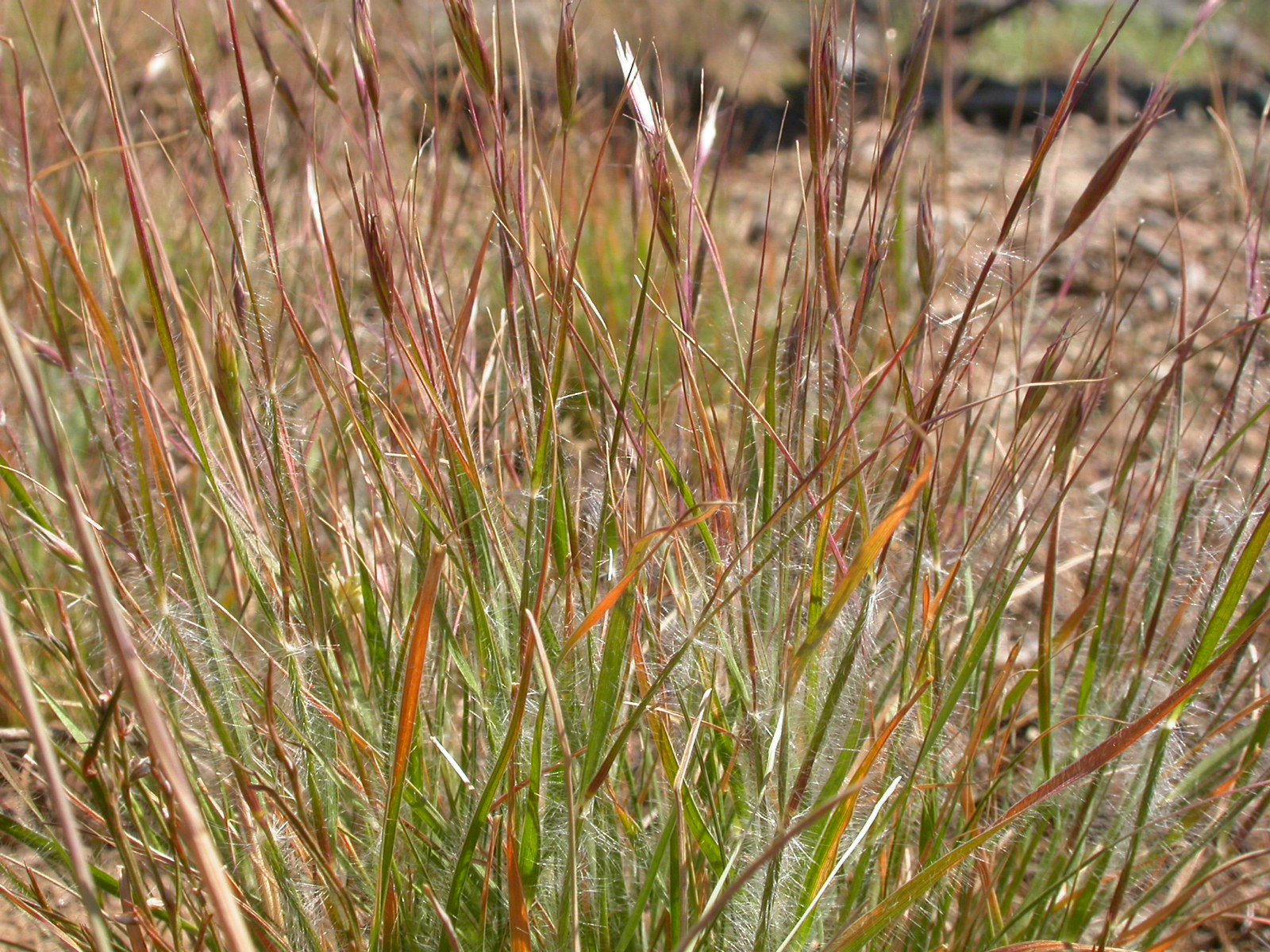
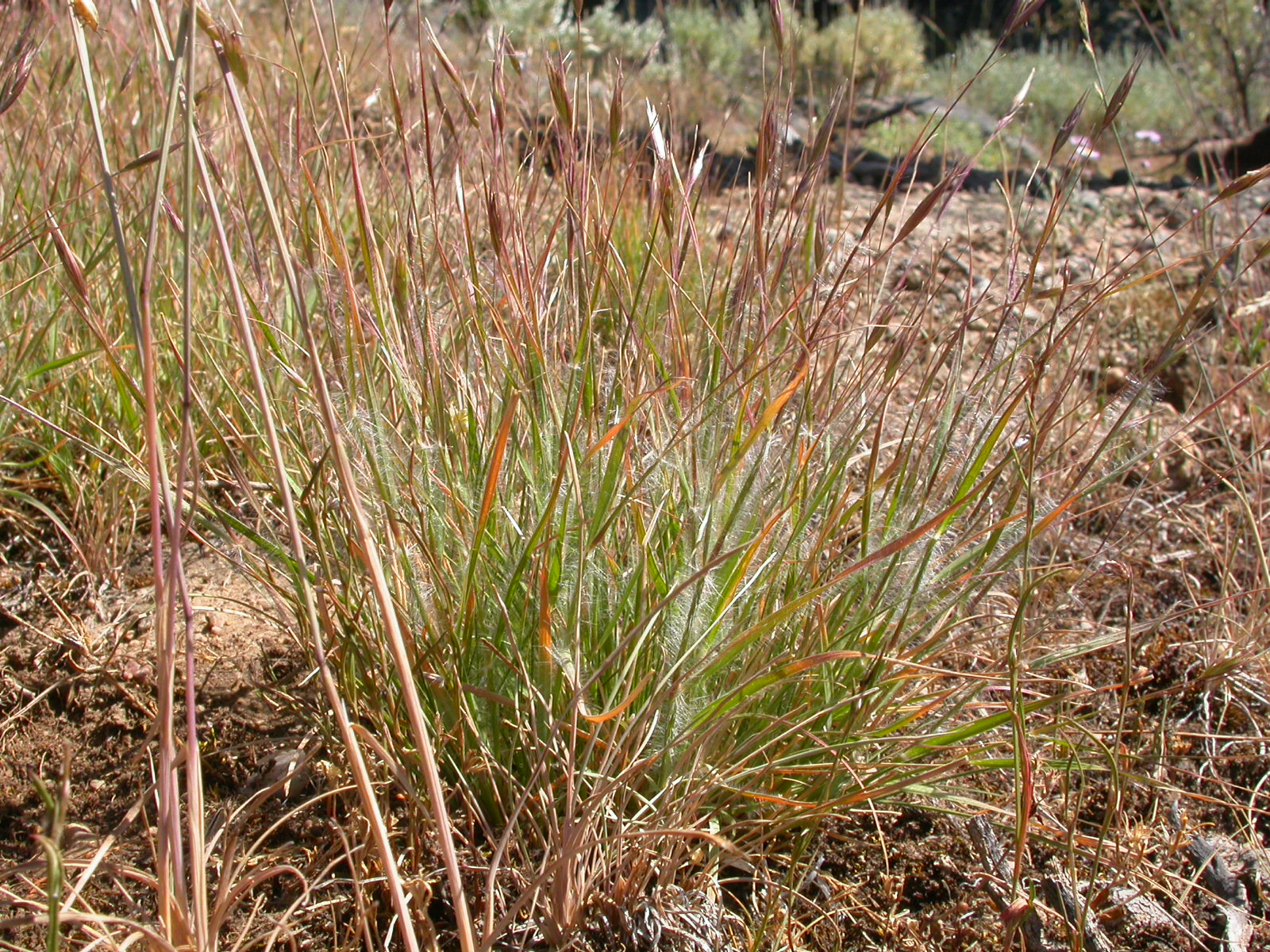
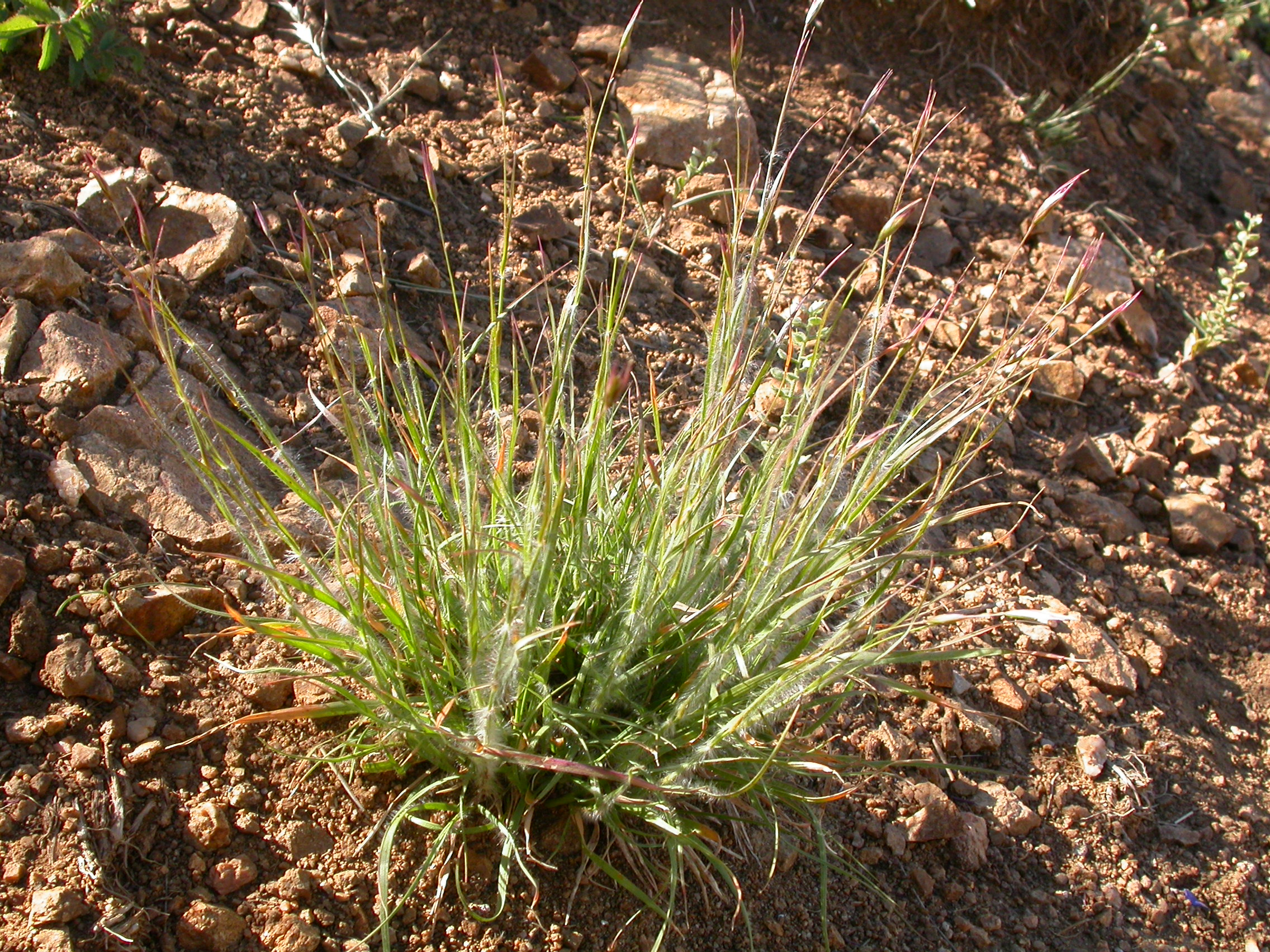